# Издательство Сиракузского университета
Издательство Сиракузского университета (англ. Syracuse University Press) — университетское издательство, являющееся частью Сиракузского университета.

## История
Издательство создано в 1943 году президентом Сиракузского университета Уильям Пирсон Толли и предпринимателем Томасом Джоном Уотсоном.
Является членом Ассоциации американских университетских издательств.

## Издательская деятельность
Издательство занимается выпуском научной литературы в таких областях, как ближневосточные исследования, индеанистика, исследования мира и конфликта, ирландские исследования, иудаике, телевидение и массовая культура, спорту и досугу. Издательство получило международное признание в области ближневосточных и ирландских исследованиях.

## Награды
В 2017 году издательство получило награду Humanities Open Book Program.